# Бажання підглядати
«Бажання підглядати» (італ. Voglia di guardare) — художній фільм 1986 року виробництва Італії, еротична драма, знята режисером Джо Д'Амато за своїм же сценарієм. Головні ролі виконали Дженні Тамбурі, Маріно Мазе, Ліллі Караті, Лаура Гемсер, Альдіна Мартано і Себастіано Сомма.

## Сюжет
Крістіна — багата жінка, вона одружена і її життя сповнене насолод і розкоші. Одного разу пізно вночі Крістіну викрадають, щоб отримати за неї викуп. Через деякий час їй вдається втекти за допомогою таємничого незнайомця, який закохується в неї. Насправді він друг її чоловіка.
Зрештою Крістіна опиняється в борделі, спеціально обладнаному для підглядання, де її оточують і інші жінки — Жозефін і Франческа. У результаті з'ясовується, що всіма своїми нещастями Крістіна зобов'язана своєму чоловіку, який і спостерігає в борделі за тим, як вона має секс з іншими чоловіками.

## В ролях
- Дженні Тамбурі — Крістіна
- Маріно Мазе — Дієго
- Себастіано Сомма — Андреа
- Лаура Гемсер — Жозефін
- Ліллі Караті — Франческа
- Альдіна Мартано

## Знімальна група
- Автори сценарію: Джо Д'Амато і Донателла Донаті
- Режисер: Джо Д'Амато
- Оператор: Джо Д'Амато
- Композитори: Гвідо Данеллі і Стефано Маінетті
- Монтаж: Джо Д'Амато
- Костюми: Італо Фокаччі

## Цікаві факти
- Режисер Джо Д'Амато виступає в цьому фільмі під своїм справжнім ім'ям Арістіде Массаччесі.

## Технічні дані
- Італія, 1986 рік, кіностудія Filmirage S. r.l.
- Відео — кольоровий, 86-89 хв.
- Аудіо — моно
- Оригінальна мова — італійська

## Інші назви
- Voglia di guardare
- Бажання підглядати, Скандальна Емануель, Скандальна Еммануель, Подглядывающий
- Skandalöse Emanuelle — Die Lust am Zuschauen
- Peepshow
- Інші: Midnight Gigolo, Christina